# Sabrina Impacciatore
Sabrina Impacciatore (Roma, 29 de marzo de 1968) es una actriz y comediante italiana conocida por haber interpretado a Serafia en la película La pasión de Cristo (2004) de Mel Gibson.

## Biografía
Nacida en Roma en 1969 de padres procedentes de los Abruzos y de Cerdeña, Sabrina Impacciatore estudió actuación en los Actores Studio en Nueva York y se matriculó varios otros cursos de teatro en Roma. Debutó como comediante en los programas de televisión de Gianni Boncompagni' Non è la Rai y Macao También apareció como imitadora en varios programas de variedades.
Impacciatore hizo su debut cinematográfico en 1999, en la película de Francesco Maselli Il compagno. En 2007 fue nominada a un premio David di Donatello como Mejor Actriz de reparto gracias a su actuación en la película de Paolo Virzì Napoleón y yo, y un año más tarde recibió una segunda nominación para el mismo premio por su actuación en un filme de Wilma Labate titulado Miss F.

## Filmografía

### Televisión
| Año  | Programa de televisión | Papel             | Notas                           |
| ---- | ---------------------- | ----------------- | ------------------------------- |
| 1997 | Disokkupati            | Caterina          | Protagonista                    |
| 2002 | Le ragioni del cuore   | Rosamaria Ciccone | 6 episodios                     |
| 2008 | Donne assassine        | Veronica          | Episodio: "Veronica"            |
| 2021 | L'ispettore Coliandro  | Thea Zahra        | 1 episodio                      |
| 2022 | The White Lotus        | Valentina         | Protagonista, segunda temporada |
| 2022 | 7 donne et un mistero  | Agostina          |                                 |
| TBD  | The Paper              |                   |                                 |